# Resident Evil: Odveta
Resident Evil: Odveta (ang. titul: Resident Evil: Retribution) je kanadsko-německý akční sci-fi hororový film režiséra Paula W. S. Andersona z roku 2012. V hlavních rolích vystupují Milla Jovovich, Sienna Guillory a Michelle Rodriguez. Film je 5. dílem série filmů Resident Evil.

## Děj
Děj začíná efektní scénou přehrávanou pozpátku zobrazující napadení lodi s Alicí vojáky společnosti Umbrella. Výbuch odmrští Alici do vody a probírá se v posteli v rodinném domě na americkém předměstí, který je vzápětí napaden zombiemi. Zmatená Alice utíká se svou dcerou, kterou se jí podaří ukrýt, než je sama zabita. Alice se opět probírá, tentokrát v uzavřené místnosti s logy Umbrelly, která slouží jako cela i výslechová místnost. Při výpadku počítače se jí podaří utéct a chodbou se dostane do imitace Tokia, která je vzápětí přepadena zombiemi. Na útěku před nimi se Alice setká s Adou Wong, která jí vysvětlí situaci: místo, kde se nacházejí, je jakýsi podzemní showroom Umbrelly, kde je zákazníkům prezentován účinek virů na kopiích světových metropolí. Ada pracuje pro Weskera, bývalého vůdce Umbrelly, jejíž řízení přebral počítač snažící se zničit lidstvo. Ada s Alicí se vydávají imitacemi měst vstříc druhému týmu jdoucímu z povrchu. Nakonec se jim přes značné ztráty podaří zachránit domnělou dceru (cestou procházejí přes obrovskou výrobnu, kde je nespočet kopií jak Alice, tak holčičky, která má být její dcerou) a utéct na povrch, kde dojde k závěrečným soubojům. Po vítězství se Alice přemísťuje do obléhaného Bílého domu, kde jí Wesker nabízí možnost pracovat pro něj.

## Obsazení
- Milla Jovovich jako Alice

Bývalá zaměstnankyně společnosti Umbrella jako bezpečnostní ochranka. Byla zajata a infikována T-Virem, který ji dal nadlidské schopnosti. Poté se snaží zabít všechny osoby ze společnosti Umbrella, které jsou zodpovědné za zkázu celého světa.
- Sienna Guillory jako Jill Valentine

Bývalá pomocnice Alice a členka organizace S.T.A.R.S., než ji zajala společnost Umbrella, která ji uvěznila a později ji začala ovládat červená královna skrze červeného pavouka na prsou.
- Michelle Rodriguez jako Rain

Je klon původní postavy z prvního filmu, kde zemřela. Umbrella vytvořila dva klony, jeden záporný a druhý kladný. Záporná postava se snaží Alice zabít, zatím co dobrá se jí pokouší pomoct v úniku z komplexu. Režisér Paul W. S. Anderson se snažil dostat Michelle Rodriguez zpátky do filmu. Chtěl jí dát příležitost hrát někoho jiného.
- Aryana Engineer jako Becky

Malá dívka, která si vyvine vztah k Alice jako dcera s matkou. Milla Jovovich říká, že vztah mezi Alice a Becky je jako vztah Ripley a Newt z filmu Vetřelec a že tento vztah je způsob, jak si Alice drží svoje lidství. Becky je neslyšící dítě, ale mluví, stejně jako ovládá znakovou řeč. Alice je s ní a spolu se svými přáteli na útěku.
- Shawn Roberts jako Albert Wesker

Bývalý šéf společnosti Umbrella. Wesker přežil událost v Afterlife. V tomto filmu vystupuje v hodně odlišné roli, kdy je zodpovědný za pomoc Alice při úniku, aby jí pomohl zachránit lidskou rasu.
- Li Bingbing jako Ada Wong

Společnice Alice v útěku z testovacího komplexu Umbrella. Během natáčení nosila Li Bingbing paruku za 7 500 dolarů (v přepočtu za 152 145 českých korun). Hlas herečky Sally Cahill, která dabovala Adu v řadě her, dělala ve filmu hlas pro Bingbing vzhledem k jejímu silnému asijskému přízvuku.
- Johann Urb jako Leon S. Kennedy
- Boris Kodjoe jako Luther West

Bývalý basketbalista a přeživší, kteří se připojí k týmu Leona Kennedyho a sejde s Alice. Předtím se objevil v Resident Evil: Afterlife jako vůdce pro pozůstalé skupiny umístěné v Los Angeles a je jedním z mála postav, které nepochází z videoher. Kodjoe zjistil, že se vrátí do pátého filmu poté, co si přečetl scénář pro Afterlife, a zjistil, že jeho postava přežije.
- Oded Fehr jako Carlos Olivera

Klon Carlose Olivery z druhého a třetího filmu, ve kterém zemřel při obětování pro skupinu přeživších v Resident Evil: Zánik. V pátém dílu hraje kladnou postavu jako manžel klonu Alice a také záporáka, který se snaží zastavit Alice.
- Kevin Durand jako Barry Burton
- Colin Salmon jako James "One" Shade
- Megan Charpentier a Ave Merson-O'Brian (hlas) jako Červená královna

Superpočítač, který sleduje Úl, tajné podzemní zařízení, kde byl vyvinut T-Virus. Vzhledem k tomu, že bylo zničeno Raccoon City, byla znovu aktivována, získala kontrolu nad Umbrellou a začala válku proti zbylým lidem.
- Mika Nakashima jako J-Pop Girl

Je pacient 0 v Tokiu. Poté, co viděl její výkon v Afterlife, jak Jovovich a režisér Paul W. S. Anderson chválil Nakashimu řekl: "Chci pracovat s Mikou znovu." Část scény z Afterlife byla použita v tomto filmu a pak následně navazovala na část, kde je zahrnuta Alice.

## Produkce
Po vydání Resident Evil: Afterlife režisér Paul W. S. Anderson byl v diskusi se Screen Gems ohledně natáčení pátého a šestého dílu, ale Anderson se později rozhodl soustředit jen na Odvetu. Anderson se vrátil jako scenárista a režisér, Glen McPherson slouží jako kameraman, Kevin Phipps jako výtvarník a Nick Powell jako choreograf. O hudbu ve filmu se postaral jako ve čtvrtém díle Tomandandy.

### Vlivy
Ve filmu se ozvaly dvě slova "Las Plagas". Je to prostředek, který umožňuje nemrtvým běhat, jezdit na motorce a střílet.

### Hudba
Hudební skupina Tomandandy, která pracovala na hudbě pro Afterlife, se vrátila pro Odvetu. Oficiální soundtrack byl vydán 11. září 2012 v rámci Milan Records, která bude obsahovat skóre skupiny Tomandandy, stejně jako hudbu pro konečné titulky "Hexes" od Bassnectar a Chino Moreno (z Deftones) na vokálech. Zpěvačka Mika Nakashima nazpívala píseň pro japonskou verzi filmu.
| Seznam skladeb | Seznam skladeb                        | Seznam skladeb |
| Pořadí         | Název                                 | Délka          |
| -------------- | ------------------------------------- | -------------- |
| 1.             | Hexes (Chino Moreno)                  | 3:00           |
| 2.             | Flying Through the Air                | 3:48           |
| 3.             | First Blood                           | 1:12           |
| 4.             | Tokyo Revisited                       | 2:05           |
| 5.             | Corridor                              | 2:52           |
| 6.             | Planting                              | 4:05           |
| 7.             | Axemen                                | 2:47           |
| 8.             | Fall Back                             | 1:51           |
| 9.             | Imprinted                             | 0:57           |
| 10.            | Suburbia                              | 2:50           |
| 11.            | Phantom Chase                         | 2:48           |
| 12.            | End of the World                      | 1:26           |
| 13.            | Drive Away                            | 1:10           |
| 14.            | Ice Pack                              | 2:04           |
| 15.            | Zombies Under Ice                     | 2:03           |
| 16.            | It's Help                             | 2:08           |
| 17.            | Flying Through the Air (T-Mass Remix) | 3:55           |
| 18.            | Origin (bonusová skladba)             | 2:59           |
| 19.            | The End (bonusová skladba)            | 1:24           |
| Celková délka: | Celková délka:                        | 45:24          |

## Pokračování
Při premiéře Resident Evil: Odvety v Tokiu režisér Paul W. S. Anderson řekl, že má námět na pokračování ságy. Screen Gems nastavil datum premiéry 12. září 2014. Milla Jovovich na svém Twitteru napsala, že další Resident Evil pravdě bude až v roce 2015. Na jaře 2014 oznámil Paul Anderson, že film byl odložen na podzim roku 2015. V létě roku 2014 Anderson řekl v rozhovoru produkční název nového dílu 'Resident Evil: The Final Chapter' a datum premiéry zůstal na podzim roku 2015. Milla Jovovich oznámila 18. srpna 2014 na svém Facebook profilu, že byla nadšená nad tím letět do Kapského Města v Jižní Africe a začít pracovat na "Resident Evil: Závěrečné kapitole", než zjistila, že je těhotná. Jedná se o poslední díl a celý štáb ve vší vážnosti chce udělat nejlepší film, jak jen to je možné a bude to velmi obtížné, tak se dohodli na tom, aby počkali až Milla porodí. Milla Jovovich sama řekla, že „Těhotenství a zabíjení zombie není nejlepší combo!“ Datum premiéry se tak přesouvá z roku 2015 na rok 2016.[zdroj?]